# Valéry Hamelin
 (décembre 2022).
La mise en forme du texte ne suit pas les recommandations de Wikipédia : il faut le « wikifier ».
Les points d'amélioration suivants sont les cas les plus fréquents. Le détail des points à revoir est peut-être précisé sur la page de discussion.
- Les titres sont pré-formatés par le logiciel. Ils ne sont ni en capitales, ni en gras.
- Le texte ne doit pas être écrit en capitales (les noms de famille non plus), ni en gras, ni en italique, ni en « petit »…
- Le gras n'est utilisé que pour surligner le titre de l'article dans l'introduction, une seule fois.
- L'italique est rarement utilisé : mots en langue étrangère, titres d'œuvres, noms de bateaux, etc.
- Les citations ne sont pas en italique mais en corps de texte normal. Elles sont entourées par des guillemets français : « et ».
- Les listes à puces sont à éviter, des paragraphes rédigés étant largement préférés. Les tableaux sont à réserver à la présentation de données structurées (résultats, etc.).
- Les appels de note de bas de page (petits chiffres en exposant, introduits par l'outil «  Source ») sont à placer entre la fin de phrase et le point final[comme ça].
- Les liens internes (vers d'autres articles de Wikipédia) sont à choisir avec parcimonie. Créez des liens vers des articles approfondissant le sujet. Les termes génériques sans rapport avec le sujet sont à éviter, ainsi que les répétitions de liens vers un même terme.
- Les liens externes sont à placer uniquement dans une section « Liens externes », à la fin de l'article. Ces liens sont à choisir avec parcimonie suivant les règles définies. Si un lien sert de source à l'article, son insertion dans le texte est à faire par les notes de bas de page.
- La présentation des références doit suivre les conventions bibliographiques. Il est recommandé d'utiliser les modèles {{Ouvrage}}, {{Chapitre}}, {{Article}}, {{Lien web}} et/ou {{Bibliographie}}. Le mode d'édition visuel peut mettre en forme automatiquement les références.
- Insérer une infobox (cadre d'informations à droite) n'est pas obligatoire pour parachever la mise en page.

Pour une aide détaillée, merci de consulter Aide:Wikification.
Si vous pensez que ces points ont été résolus, vous pouvez retirer ce bandeau et améliorer la mise en forme d'un autre article.
Valéry Hamelin est une scénographe et artiste multidisciplinaire québécoise.

## Biographie
Née dans la ville de Rouyn-Noranda, au Québec, elle fait ses études au cégep de l'Abitibi-Témiscamingue en art visuel. Elle complète ensuite ses études en scénographie et obtient un certificat en peinture à l'université du Québec en Abitibi-Témiscamingue.
De 1998 à 2002, elle prend des cours en production théâtrale dans les secteurs conception, décor et costume à l'école de théâtre professionnelle du Collège Lionel Groulx à Sainte-Thérèse.
Depuis plusieurs années, Valéry Hamelin est la scénographe du Festival du Cinéma en Abitibi-Témiscamingue.

## Démarche artistique
Valéry Hamelin dit qu'elle tente de représenter le senti humain qu’elle exploite par le biais d’éléments de figuration tels des partis de corps humains et des éléments d’abstraction. Elle vise en partie à immortaliser l’immatériel, à le synthétiser picturalement, dans un univers désordonné qu’elle cherche pourtant à organiser mais qu’elle présente dans un esprit dualiste. Le rapport à l’espace dans ses œuvres se fait vers l’intérieur, c’est-à-dire vers les profondeurs du corps, grâce à l’application des couches graduelles de peinture évoquant les multiples peaux humaines.
Elle dit que sont approche poétique propose une histoire à reconstruire, un jeu de reflets et d'échanges où une fragmentation transporte le regard vers un égarement de l’esprit.
Elle a présenté une exposition du 5 au 26 mars à la Galerie Rock Lamote dont plusieurs aspects de cette exposition contrastent avec la précédente, qu’il s’agisse des techniques utilisées, des couleurs choisies ou des thèmes exploités.

### La vulnérabilité de l'enfance
L'exposition qu'elle a présenté à la Galerie Rock Lamote est inspiré de sa fille. Elle dit avoir vu une photo d'elle et de sa fille ensemble, et ça lui a amené vers des couleurs. Cela lui permettait de représenter des parties de soi resté enfant même si on devient adulte.
Valéry Hamelin pense qu'il est important de montrer sa vulnérabilité, car c'est quelque chose que nous avons tendance à camoufler et veut refléter ça dans ses œuvres. Elle dit vouloir montrer ce qu'il y a de plus sacré chez l'être humain en utilisant aussi l'aspect de la spiritualité. Lors de cette exposition, elle résume être en train de trouver des solutions imaginaires à des croyances illusoires.

## Évènements, Exposition et Collaborations
- En 2010, elle parut à la Maison de la culture Mercier à Montréal[6].
- En 2011, lors du 30e anniversaire du Festival du Cinéma international en Abitibi-Témiscamingue et 10e anniversaire du Petit Théâtre du Vieux-Noranda, elle est chargée de la scénographie[6].
- En 2012, elle fut affichée au Centre d'exposition de Rouyn-Noranda, puis, au Centre d'exposition d'Amos[6].
- Elle a participé au Projet quatre continents, en collaboration entre Les Ateliers Frappaz (France), le Festival de musique émergente (Québec), le Festival Rendez-vous chez nous (Afrique) et le Festival Hanmadand Gwacheon, Ouagadougou et Afrique[6].
- Toujours en 2012, elle fut au  Gala des prix du tourisme en Abitibi-Témiscamingue en collaboration avec le Festival de musique émergente où elle fut chargée de la mise en espace et des costumes[6].
- En 2013, Elle est conceptrice de décor et des accessoires avec la production de la troupe de théâtre Brin de folie[6].
- En 2020, elle peint une nouvelle murale à La Sarre avec Ariane Ouellet[7].
- En 2018, elle participe à la murale Des territoires coulés dans nos veines qui se trouve à Rouyn-Noranda avec Annie Boulanger, Annie Hamel, Johannie Séguin, Brigitte Toutant et Ariane Ouellet[8].